# Instituto Azucarero Dominicano
El Instituto Azucarero Dominicano (INAZUCAR) es el organismo encargado de recomendar y asesorar al Poder Ejecutivo, las normas de la Política Azucarera en la República Dominicana en todos sus aspectos y encargada de velar por el cumplimiento de dichas normas.

## Historia
El Instituto Azucarero Dominicano fue creado mediante el Decreto 786, de fecha 16 de noviembre de 1927 por el presidente Horacio Vásquez creando la Comisión Nacional del Azúcar, con la finalidad de sumarse a los esfuerzos que se estaban gestando a nivel mundial para alcanzar la normalización del mercado azucarero.
La República Dominicana se había convertido en un gran productor y exportador de azúcar, se requirió de la creación de un órgano que controlara y coordinara la actividad ligada a la caña de azúcar.
El 16 de febrero de 1965 el presidente Joaquín Balaguer mediante la Ley Núm. 618, crea el Instituto Azucarero Dominicano, con la finalidad de asesorar y recomendar al Presidente de la República las normas de la política azucarera nacional. El 8 de enero de 1987, el Congreso Nacional emitió la Ley Núm.27-87, mediante la cual se concede personalidad jurídica.

## Funciones
- Autorizar y otorgar permisos de exportación e importación de azúcar y autorizar y otorgar permisos de exportación y de importación de melazas.
- Asesorar al Poder Ejecutivo en cuanto a las normas de la política azucarera nacional, en todos sus aspectos, y velar por el cumplimiento de dichas normas.
- Regular las actividades de la agroindustria de la caña de azúcar.
- Prestar asistencia a las gestiones que se promuevan para obtener el mejor precio para dichos productos.
- Cooperar en las gestiones del gobierno nacional ante gobiernos extranjeros, organismo y conferencias internacionales que tengan relación directa e indirectamente con la producción y mercado del azúcar.
- Propiciar la realización de estudios destinados a mejorar el cultivo de la caña, y a la eficiente producción del azúcar, con el fin de que las actividades de la industria azucarera fortalezcan la economía regional y del país en el mayor grado posible.
- Velar por el mejor aprovechamiento por parte de la Nación, de aquellas disposiciones legales o administrativas de países que consiguen una participación en sus mercados a los azúcares dominicanos y sus derivados.
- Realizar estudios sobre los mercados para determinar cuáles ofrecen mayores ventajas para la colocación de los productos derivados de la caña.
- Promover el fomento y mejoramiento de los productos derivados de la industria azucarera.
- Representar al país en todas las organizaciones internacionales relacionadas con azúcar y otros derivados de la caña.
- Velar porque el país cumpla los convenios internacionales a que esté o venga a estar sujeta en materia azucarera.
- Estimular el consumo nacional de azúcar y de otros derivados de la caña por todos los medios a su alcance, recomendando al Gobierno los medios legales y administrativos que sean conducentes a dicho propósito.
- Fijar las cantidades de azúcar a exportar y vender en los diferentes mercados correspondientes a cada productor, incluyendo los mercados de exportación tomando en cuenta las cuotas asignadas a la República Dominicana para exportación.
- Establecer las formalidades para la comercialización doméstica de los azúcares y melazas de producción nacional.[2]

## Productores
- Central Romana
- CAEI
- Azucarera Central
- Azucarera Porvenir

## Instituciones Afines
- Consejo Estatal del Azúcar (CEA)
- Ministerio de Agricultura
- Instituto Nacional de Estabilización de Precios (INESPRE)
- Instituto Agrario Dominicano (IAD)